# Martín Prado
Martín Manuel Prado, né le 27 octobre 1983 à Maracay (Aragua) au Venezuela, est un joueur de champ intérieur au baseball évoluant en Ligue majeure pour les Marlins de Miami. 
Il alterne entre les positions de joueur de deuxième but et de troisième but à ses premières saisons et est choisi comme deuxième but partant de l'équipe de la Ligue nationale au match des étoiles 2010. En 2011 et 2012, il joue surtout au poste de voltigeur pour sa première équipe, les Braves d'Atlanta. À partir de 2013, il est surtout joueur de troisième but.

## Carrière

### Braves d'Atlanta

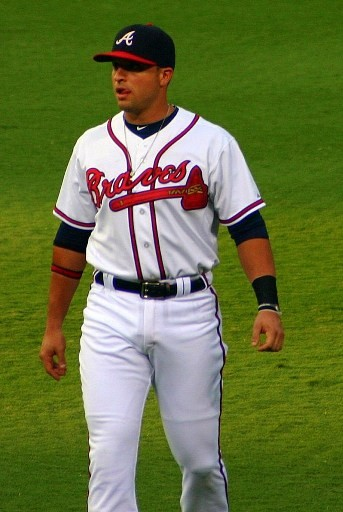
Martín Prado en 2010 avec les Braves d'Atlanta.

Martín Prado signe un contrat avec les Braves d'Atlanta en 2001. Il fait ses débuts en Ligue majeure le 23 avril 2006. Joueur de deuxième et troisième but, il est aussi utilisé à l'occasion au premier coussin. Pour les Braves, il joue dans 24 et 28 parties respectivement au cours des saisons 2006 et 2007, passant la majorité de ces années en ligue mineure.

#### Saison 2008
En 2008, il joue 78 parties à Atlanta, conservant une moyenne au bâton de ,320 avec 33 points produits. Il totalise de plus 21 buts volés en 29 tentatives.

#### Saison 2009
En 2009, il fait partie de l'alignement régulier du club, jouant 128 matchs. Sa moyenne au bâton s'élève à ,307, il claque 11 coups de circuit et produit 49 points.

#### Saison 2010
Il est sélectionné au match des étoiles 2010 et commence le match au deuxième but pour l'équipe de la Ligue nationale. Il termine neuvième du vote désignant le meilleur joueur de la saison 2010 en Ligue nationale après une saison où il bat ses records personnels dans plusieurs catégories offensives : circuits (15), points produits (66), points marqués (100), doubles (40) et coups sûrs (184). Troisième dans la Ligue nationale pour les simples, quatrième pour les coups sûrs, sixième pour les doubles et septième pour les points marqués, il affiche aussi la septième meilleure moyenne au bâton (,307).
Sa saison se termine le 27 septembre, à quelques jours de la conclusion du calendrier régulier, lorsqu'il se blesse à la hanche. Il rate les séries éliminatoires et son coup de bâton manque aux Braves, qui s'inclinent après avoir perdu 3 matchs par la marge d'un seul point dans leur Série de divisions face aux Giants de San Francisco.

#### Saison 2011
Après une transaction qui permet aux Braves d'acquérir des Marlins de la Floride le joueur de deuxième but Dan Uggla en novembre 2010, Prado est déplacé au champ extérieur, le deuxième coussin étant confié au nouveau venu. La moyenne au bâton de Prado passe de ,307 en 2010 à ,260 en 2011. Il joue 11 parties de moins, ratant deux semaines d'activité en raison d'une  infection à staphylocoque au mollet droit, mais termine avec 13 circuits et 57 points produits.

#### Saison 2012
Le 13 janvier 2012, Prado signe un contrat de 4,75 millions de dollars pour un an avec les Braves. 
En 2012, Prado frappe pour ,301 avec 10 circuits et de nouveaux records personnels de 70 points produits et 186 coups sûrs. Il joue principalement au champ extérieur.

### Diamondbacks de l'Arizona

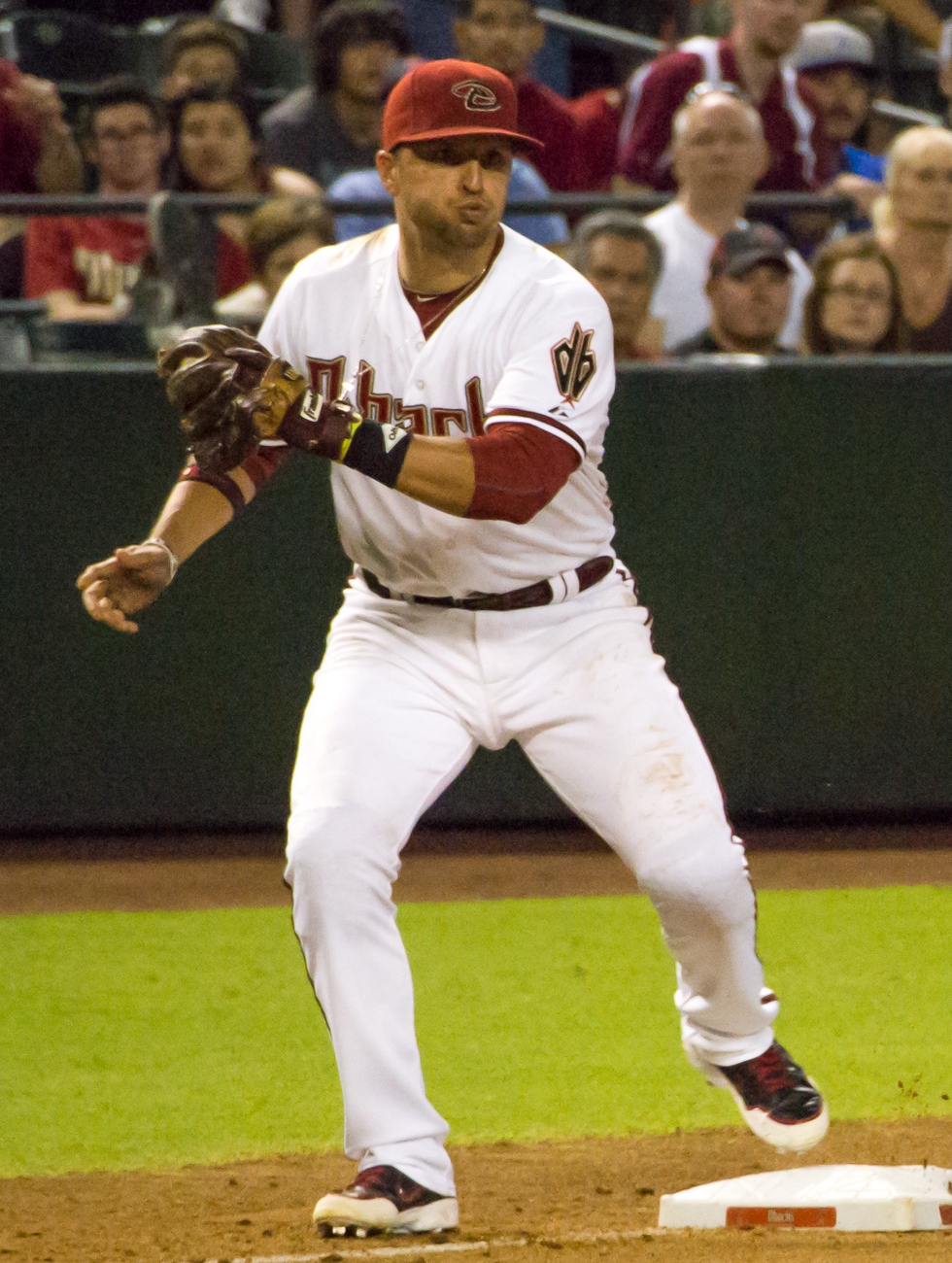
Martín Prado en 2013 avec les Diamondbacks de l'Arizona.

Le 24 janvier 2013, les Braves d'Atlanta échangent Prado, le joueur de troisième but Brandon Drury, les lanceurs droitiers Randall Delgado et Zeke Spruill et l'arrêt-court Nick Ahmed aux Diamondbacks de l'Arizona contre le voltigeur Justin Upton et le troisième but Chris Johnson.

#### Saison 2013
Prado est nommé meilleur joueur du mois d'août 2013 dans la Ligue nationale avec 30 points produits en 28 parties, le plus grand total par un joueur des Diamondbacks en un seul mois depuis les 35 de Luis Gonzalez en juin 2001. Avec 45 coups sûrs, Prado frappe pour ,375 en août avec 11 buts-sur-balles et 19 points marqués.
Il joue 155 parties pour Arizona en 2013, frappant pour ,282 avec une moyenne de présence sur les buts de ,417, 14 circuits, un nouveau record personnel de 82 points produits, 172 coups sûrs et 70 points marqués.

### Yankees de New York
Le 31 juillet 2014, les Diamondbacks échangent Martín Prado aux Yankees de New York contre un receveur d'avenir, Peter O'Brien. Il maintient une moyenne au bâton de ,316 avec 7 circuits en 37 matchs pour les Yankees, et termine sa saison 2014 avec 12 circuits, 58 points produits et une moyenne au bâton de ,282 en 143 matchs au total pour les clubs d'Arizona et de New York.

### Marlins de Miami
Le 19 décembre 2014, les Yankees échangent Prado et le lanceur droitier David Phelps aux Marlins de Miami en retour des lanceurs droitiers Nathan Eovaldi et Domingo German ainsi que du joueur de premier but Garrett Jones.

## Statistiques
| Saison | Équipe             | G    | AB   | R   | H    | 2B  | 3B | HR | RBI | SB | BA   |
| ------ | ------------------ | ---- | ---- | --- | ---- | --- | -- | -- | --- | -- | ---- |
| 2006   | Atlanta            | 24   | 42   | 3   | 11   | 1   | 1  | 1  | 9   | 0  | .262 |
| 2007   | Atlanta            | 28   | 59   | 5   | 17   | 3   | 0  | 0  | 2   | 0  | .288 |
| 2008   | Atlanta            | 78   | 228  | 36  | 73   | 18  | 4  | 2  | 33  | 3  | .320 |
| 2009   | Atlanta            | 128  | 450  | 64  | 138  | 38  | 0  | 11 | 49  | 1  | .307 |
| 2010   | Atlanta            | 140  | 599  | 100 | 184  | 40  | 3  | 15 | 66  | 5  | .307 |
| 2011   | Atlanta            | 129  | 551  | 66  | 143  | 26  | 2  | 13 | 57  | 4  | .260 |
| 2012   | Atlanta            | 156  | 617  | 81  | 186  | 42  | 6  | 10 | 70  | 17 | .301 |
| 2013   | Arizona            | 155  | 609  | 70  | 172  | 36  | 2  | 14 | 82  | 3  | .282 |
| 2014   | Arizona NY Yankees | 143  | 536  | 62  | 151  | 26  | 4  | 12 | 58  | 3  | .282 |
| 2015   | Miami              | 129  | 500  | 52  | 144  | 22  | 2  | 9  | 63  | 1  | .288 |
| 2016   | Miami              | 153  | 600  | 70  | 183  | 37  | 3  | 8  | 75  | 2  | .305 |
| 2017   | Miami              | 37   | 140  | 13  | 35   | 9   | 0  | 2  | 12  | 0  | .250 |
| 2018   | Miami              | 54   | 197  | 16  | 48   | 9   | 0  | 1  | 18  | 1  | .244 |
| Totaux | Totaux             | 1354 | 5128 | 638 | 1485 | 307 | 27 | 98 | 594 | 40 | .290 |

Note : G = Matches joués ; AB = Passages au bâton; R = Points ; H = Coups sûrs ; 2B = Doubles ; 3B = Triples ; 
HR = Coup de circuit ; RBI = Points produits ; SB = Buts volés ; BA = Moyenne au bâton.